# Mimosa lepidorepens
Mimosa lepidorepens är en ärtväxtart som beskrevs av Arturo Erhardo Erardo Burkart. Mimosa lepidorepens ingår i släktet mimosor, och familjen ärtväxter. Inga underarter finns listade i Catalogue of Life.